# Hospitalviertel
Hospitalviertel ist ein Stadtviertel des Stadtteils Freiberg-West der Großen Kreisstadt Freiberg im Landkreis Mittelsachsen (Freistaat Sachsen). Es ist nach dem sich früher dort befindlichen Hospital „St. Johannis“ benannt und ging aus der in der zweiten Hälfte des 19. Jahrhunderts auf Stiftsgebiet angelegten „Johannisvorstadt“ hervor.

## Geografie

### Lage
Das Stadtviertel grenzt unmittelbar westlich an das Stadtzentrum von Freiberg. Es wird im Norden von der „Claußallee“/„Heinrich-Heine-Straße“, im Osten von der „Wallstraße“ (Bundesstraße 101), im Süden von der „Chemnitzer Straße“ (Bundesstraße 173), und im Westen von der Bahnstrecke Dresden–Werdau begrenzt.

### Nachbarorte
| Freiberg, Stadtteil Freiberg-Nord (Stadtviertel Neu-Friedeburg) | Freiberg, Stadtteil Freiberg-Nord (Stadtviertel Friedeburg)    |                                       |
| Freiberg, Stadtteil Freiberg-West (Stadtviertel Fernesiechen)   | Kompassrose, die auf Nachbargemeinden zeigt                    | Freiberg, Stadtteil Freiberg-Altstadt |
|                                                                 | Freiberg, Stadtteil Freiberg-West (Stadtviertel Freibergsdorf) |                                       |

## Geschichte

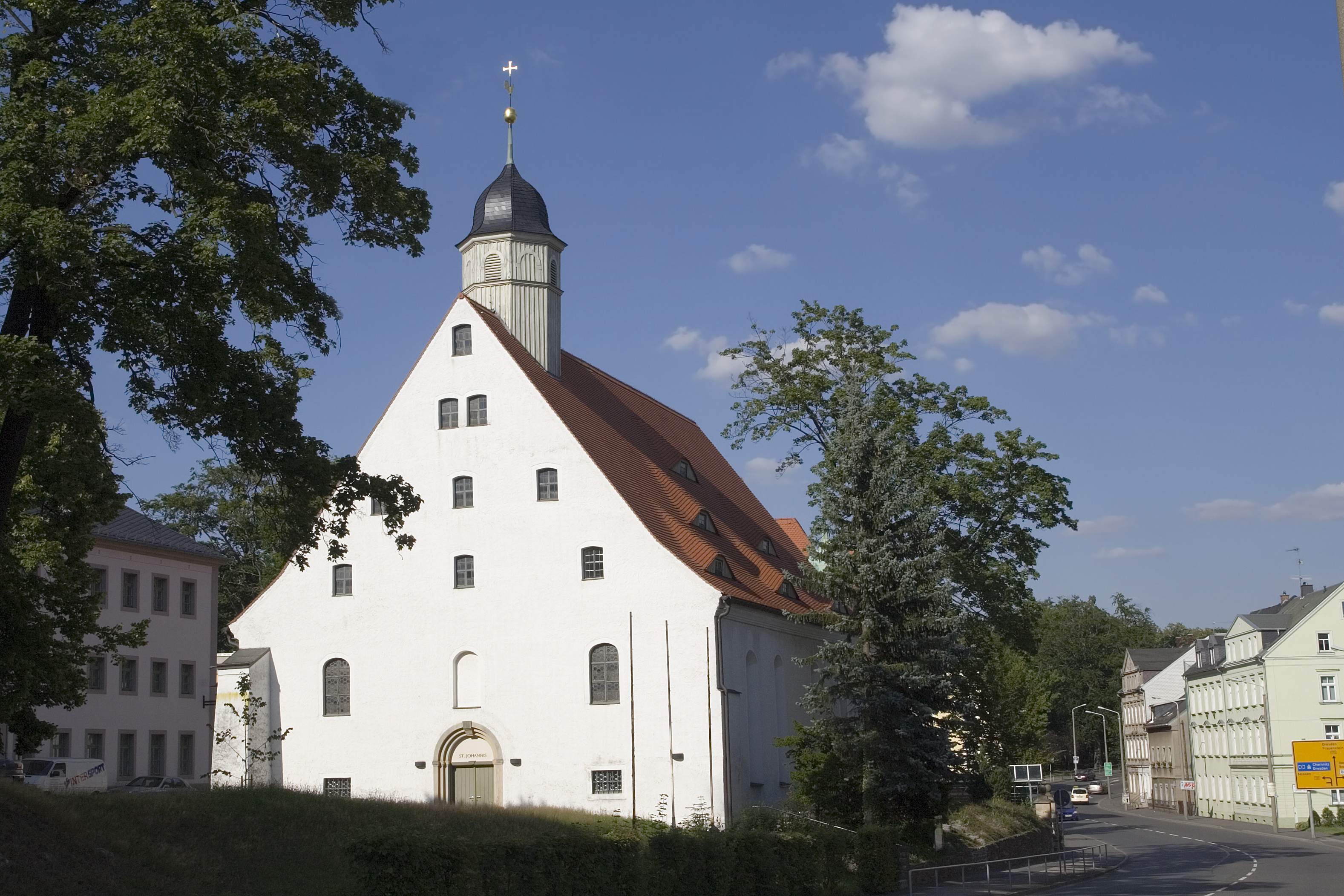
Kirche St. Johannis

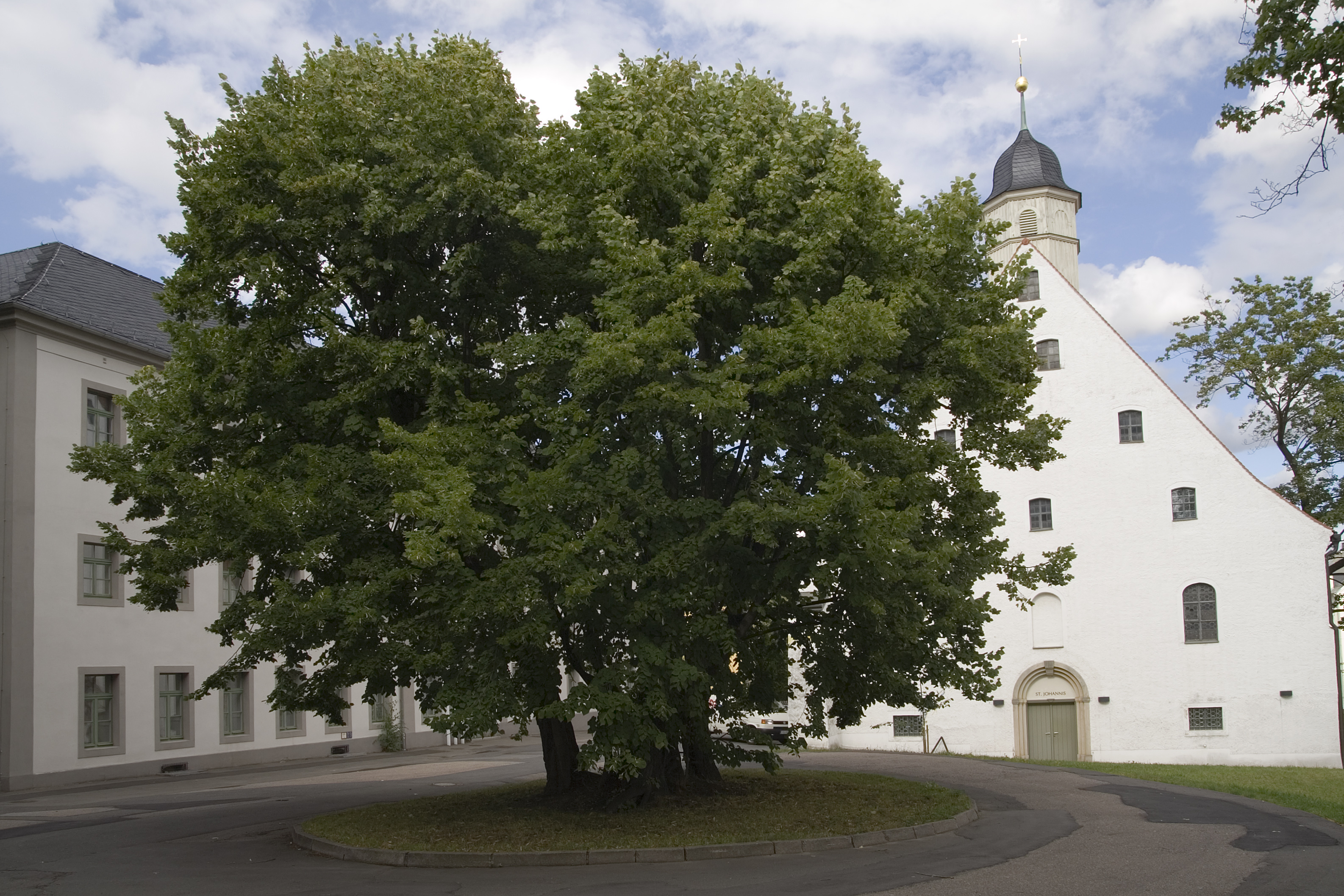
Torstensson-Linde

In einer Urkunde von Papst Honorius II. wurde im Jahr 1224 das Stift „St. Johannis“ erwähnt. Es befand sich außerhalb der Freiberger Stadtmauer im Westen der Stadt vor dem Peterstor. Im 13. Jahrhundert entstanden auf dem Gebiet vor dem Peterstor die Gebäude des Hospitals. Die baufällige Hospitalkirche wurde im Jahr 1272 erneuert. Zum Stift St. Johannis gehörte neben der Kirche das weiter westlich gelegene Bartholomäus-Hospital (Fernesiechen, 1371 erstmals erwähnt) mit dem dahinter gelegenen Hospitalwald.
In der Nähe des Stifts, ebenfalls vor dem Peterstor, wird um 1350 ein Vorwerk erwähnt, das im Jahr 1551 als Rittergut „Thurmhof“ genannt wird. Um dieses bildete sich Anfang des 16. Jahrhunderts eine Siedlung, die seit 1530 nach dem Gutsbesitzer Freiberger als „Freibergsdorf“ bezeichnet wird.
Im Jahr 1543, d. h. vier Jahre nach Einführung der Reformation im albertinischen Sachsen, schlossen der Freiberger Bürgermeister Alnpeck, der Gutsbesitzer Caspar Freiberger und der Superintendent Zeuner einen Vertrag über die geistliche Betreuung von Gut und Dorf Freibergsdorf durch den Pfarrer von St. Johannis. Das Johannis- und das Bartholomäus-Hospital gelangten im Jahr 1570 unter eine gemeinsame Gerichtsbarkeit. Wie das Rittergut Freibergsdorf unterstanden sie nicht dem Freiberger Rat. Die zum Hospital gelegenen Wirtschaftsgüter lagen westlich und nordöstlich der Stadt Freiberg.
Im Dreißigjährigen Krieg wurde die Kirche St. Johannis während der Belagerung der Stadt Freiberg im Jahr 1643 zum Hauptquartier der schwedischen Truppen. Infolgedessen erfolgte durch die Kampfhandlungen die Zerstörung von Hospitalkirche, dem Hospital und dem Peterstor. Während letzteres nicht wiederaufgebaut wurde, erfolgte im Jahr 1661 die Weihe der neuen Kirche St. Johannis. In der Zwischenzeit fanden die Gottesdienste ab 1644 in Räumlichkeiten des Ritterguts Freibergsdorf statt, die der Gutsbesitzer Schönlebe zur Verfügung gestellt hatte. 1719 erhielt die St. Johanniskirche eine Silbermann-Orgel. Im Jahre 1770 erhielt das Hospital einen Stiftungsvorstand, der aus Vertretern des Freiberger Stadtrats (seit 1255 Stiftungsvorsteher) und der Kirche (Aufsichtsrecht des Superintendenten seit 1537) bestand.
Im Laufe des 19. Jahrhunderts wurden große Teile der Freiberger Stadtmauer abgebrochen und durch Gärten, Grünanlagen und eine Ringpromenade ersetzt. Bereits Ende des 18. Jahrhunderts wurde der vor dem ehemaligen Peterstor gelegene Walkteich trockengelegt und in die Gestaltung mit Grünflächen einbezogen. 1896 weihte der sächsische König Albert den so entstandenen Park als „Albertpark“ ein. Der Hospitalteich wurde 1852 trockengelegt und in eine öffentliche Badeanstalt umgewandelt. Sie ist heute als „Johannisbad“ bekannt. Auf den Flächen der Hospitalstiftung außerhalb der ehemaligen Freiberger Stadtmauer entstand in der zweiten Hälfte des 19. Jahrhunderts die zeitweise so genannte „Johannisvorstadt“.
Nach zwei Jahren Bauzeit wurde im Jahr 1911 das neue St. Johannishospital an der Chemnitzer Straße 8 eingeweiht. Es diente als Seniorenheim. Während des Ersten Weltkriegs wurde es zwischen 1914 und 1919 als Reservelazarett genutzt. Im Jahr 1920 benötigte die im Besitz der Hospitalstiftung befindliche Kirche St. Johannis eine dringende Renovierung. Nachdem der Rat der Stadt Freiberg als Vorsteher der Stiftung St. Johannis die Finanzierung der Renovierung ablehnte, klagte die Kirchgemeinde im Jahr 1923 dagegen. Nachdem das Urteil beim Reichsgericht im Jahr 1927 erfolglos geblieben war, wurde der evangelisch-lutherischen Kirchgemeinde durch die Stadt die Nutzung von Pfarrhaus und Kirche an der Chemnitzer Straße gekündigt. Diese baute daraufhin ein neues Gemeindehaus in der Anton-Günther-Straße, das 1929 eingeweiht wurde. Die Silbermann-Orgel wurde aus dem baufälligen Gebäude im Jahr 1939 ausgebaut und in den Freiberger Dom überführt. Die alte St.-Johannis-Kirche an der Chemnitzer Straße wurde 1952 von der katholischen Gemeinde Freiberg gekauft und restauriert.
Das neue St. Johannishospital wurde im Mai 1945 durch die russische Kommandantur beschlagnahmt. 1950/51 wurde es durch die SDAG Wismut als Ausbildungsstätte, dann als Parteischule genutzt. Im August 1952 wurde es an die Bergakademie Freiberg als Wohnheim für Studenten übergeben. Am 1. Januar 1977 übernahm es der VEB VEB Bergbau- und Hüttenkombinat „Albert Funk“. Nach der politischen Wende in der DDR diente das einstige Hospital der aus dem VEB Bergbau- und Hüttenkombinat „Albert Funk“ hervorgegangenen SAXONIA Metallhütten- und Verarbeitungswerke AG als Unternehmensleitung. Am 1. April 1993 wurde das Gebäude der Stadt Freiberg übergeben. Seit Oktober 1993 wird es durch die Saxonia-Freiberg-Stiftung als Bürogebäude genutzt, der es 1994 auch übertragen wurde. Der Zweck der Stiftung ist die Pflege und Erhaltung des berg- und hüttenmännischen Brauchtums.
Das heutige „Hospitalviertel“ mit der alten St.-Johanniskirche und dem neuen Hospitalgebäude bildet eines von sieben Stadtvierteln des Stadtteils Freiberg-West, der sich zwischen Friedeburg im Norden und Freibergsdorf südlich der Bundesstraße 173 erstreckt.

## Infrastruktur

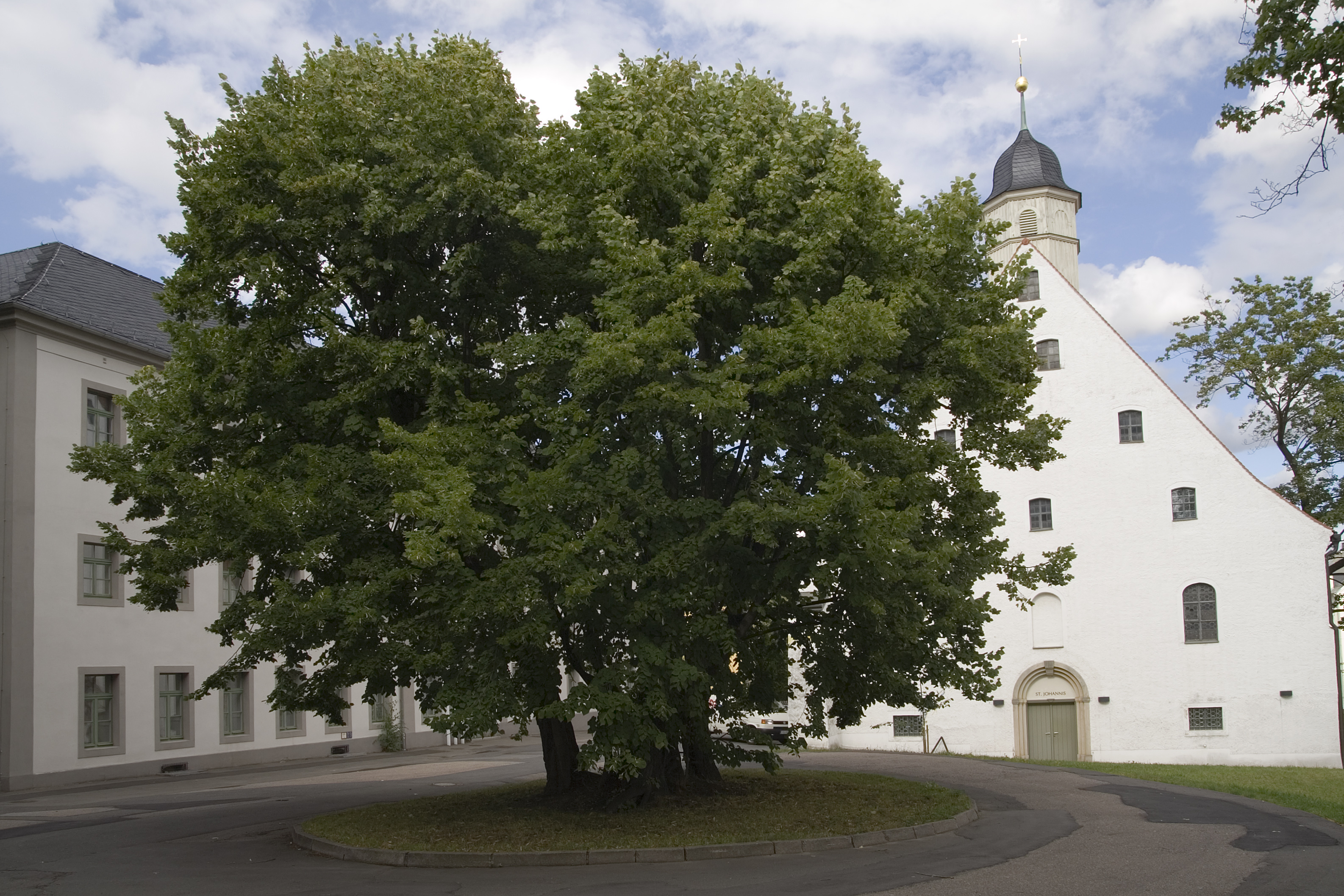
Torstensson-Linde

### Öffentliche Einrichtungen
- Johanniskirche, durch katholische Gemeinde genutzt. Das heutige evangelische Gemeindehaus befindet sich in der Anton-Günther-Straße in Freibergsdorf.
- Johannisbad
- Tierpark der Stadt Freiberg
- Agentur für Arbeit
- Gebäude der TU Bergakademie Freiberg

### Parks
- Albertpark
- Ludwig-Renn-Park

### Gedenkstätten
- Schwedendenkmal
- Torstenssonlinde, unweit des Westgiebels der St. Johanniskirche. Der schwedische Feldherr Lennart Torstensson soll dort im Dreißigjährigen Krieg die Befehle zur Belagerung Freibergs gegeben haben.